# Giuseppe Cattaneo
Giuseppe Cattaneo (* 1929 in Italien; † 2015 in Südafrika) war ein südafrikanischer Künstler und Kunstdozent, dessen Œuvre maßgeblich die Nachkriegskunst sowie die südafrikanische zeitgenössische Kunst geprägt hat. Er ließ sich in Südafrika nieder und lehrte an der University of the Witwatersrand in Johannesburg. Cattaneo war Mitglied der Amadlozi Group, einer Künstlergemeinschaft, die afrikanische Kunst mit modernen Kunststilen verband. Zu dieser Gruppe gehörten Künstler wie Cecil Skotnes,  Cecily Sash, Sydney Kumalo, Ezrom Legae und Edoardo Villa. Giuseppe Cattaneo schuf hauptsächlich Collagen, Mischtechniken und Druckgrafiken.